# Valle Verde (Michoacán)
Valle Verde es una localidad del estado mexicano de Michoacán. Es parte del municipio de Zitácuaro.

## Demografía
| Gráfica de evolución demográfica |
|                                  |

| Censo | Población |
| ----- | --------- |
| 1990  | 591       |
| 2000  | 1324      |
| 2010  | 1617      |
| 2020  | 1775      |